# マーク・ウッドフォード
マーク・ウッドフォード（Mark Woodforde, 1965年9月23日 - ）は、オーストラリア・アデレード出身の男子プロテニス選手。自己最高ランキングはシングルス19位、ダブルス1位。ATPツアーでシングルス4勝、ダブルス67勝を挙げた。身長187cm、体重88kg、左利きの選手。
長年にわたり、ダブルスの名手として活躍した。とりわけ、同じオーストラリアのトッド・ウッドブリッジとのペアで無敵の強さを発揮したが、この2人は姓がよく似ていることから「ウッディーズ」（Woodies）と呼ばれた。グランドスラム優勝17回。ダブルス・混合ダブルス両方で生涯グランドスラム達成。

## 選手経歴
1984年にプロ入り。1986年1月にニュージーランド・オークランドの大会でシングルス初優勝を挙げたが、ツアー大会のダブルス初優勝は1988年9月のアメリカ・ロサンゼルス大会とサンフランシスコ大会の2週連続優勝であった。最初期のウッドフォードはジョン・マッケンローとペアを組むことが多く、1988年の2週連続優勝と、4大大会男子ダブルス初優勝となった1989年全米オープンではマッケンローがパートナーであった。
1991年から、ウッドフォードは6歳年下のトッド・ウッドブリッジとペアを組んで世界に君臨し始める。1992年にウッドブリッジとのペアで全豪オープン男子ダブルスに初優勝を飾り、1993年から1997年までウィンブルドン男子ダブルス5連覇を達成した。この頃から、2人のペアは「ウッディーズ」と呼ばれるようになる。ウッドフォードのシングルス優勝は、ウィンブルドン・ダブルス5連覇が始まった1993年2月のアメリカ・フィラデルフィア大会が最後で、通算4勝となった。
2人はウィンブルドン5連覇の期間中に、1995年と1996年の全米オープン男子ダブルスで2連覇を飾り、1997年には地元の全豪オープンで5年ぶり2度目の優勝を果たす。また、1996年アトランタ五輪のオーストラリア代表選手として、ウッドブリッジとのペアで金メダルを獲得したが、この決勝ではイギリス代表のティム・ヘンマンとニール・ブロードの組を圧倒している。しかし、1998年のウィンブルドン・ダブルス決勝ではオランダの強豪ペア、ヤッコ・エルティンとポール・ハーフースの組に「4時間5分」の激戦の末 6-2, 4-6, 6-7, 7-5, 8-10 で敗れ、6連覇はならなかった。
2000年に入り、ウッドフォードとウッドブリッジの組は全仏オープン男子ダブルスで初優勝を飾り、これで男子ダブルスの同一ペアとして「キャリア・グランドスラム」を達成した。2人は全仏オープンはあまり得意ではなく、初めての決勝戦は1997年でエフゲニー・カフェルニコフとダニエル・バチェク（チェコ）の組に敗れていた。この全仏優勝で、2人はペアとして通算「58勝目」に到達し、それまでジョン・マッケンロー&ピーター・フレミング組（ともにアメリカ）が持っていた「57勝」の歴代1位記録を更新した。続いてウィンブルドンでも3年ぶり2度目の優勝を果たし、オランダのハーフースとオーストラリアのサンドン・ストール（往年の名選手フレッド・ストールの息子）の組を破った。しかし、この年に地元で開催されたシドニー五輪の男子ダブルス決勝戦で、2人はカナダ代表のダニエル・ネスターとセバスチャン・ラルーの組に 7-5, 3-6, 4-6, 6-7 で敗れ、2大会連続の金メダルを逃した。35歳になったウッドフォードは2000年のシーズンを最後に現役を引退したが、最後の年にも全仏オープンとウィンブルドンを含めて、ダブルスで年間8勝を記録している。
「ウッディーズ」のダブルスは、ほぼ10年間に及んだ活動期間中に男子ツアー大会のダブルスで「61勝」を挙げ、同一ペアによる男子ダブルス優勝の1位記録であったが、2010年にボブとマイクのブライアン兄弟に更新されている。
男子テニス国別対抗戦・デビスカップでも、2人はデ杯オーストラリア・チームの「ダブルス最多勝利ペア」（Best Doubles Team）の記録を残している。
2010年、ウッドフォードとウッドブリッジは2人揃って国際テニス殿堂入りを果たした。

## 4大大会ダブルス優勝
- 全豪オープン 男子ダブルス：2勝（1992年・1997年）/混合ダブルス：2勝（1992年・1996年）
- 全仏オープン 男子ダブルス：1勝（2000年）/混合ダブルス：1勝（1995年）
- ウィンブルドン 男子ダブルス：6勝（1993年-1997年・2000年）/混合ダブルス：1勝（1993年） ［男子ダブルス5連覇を含む］
- 全米オープン 男子ダブルス：3勝（1989年/1995年・1996年）/混合ダブルス：1勝（1992年）

### 男子ダブルスの4冠達成ペア
- フランク・セッジマン&ケン・マグレガー （ともにオーストラリア、1951年に唯一の「年間グランドスラム」）
- ケン・ローズウォール&ルー・ホード （ともにオーストラリア、1953年 → 1956年）
- ロイ・エマーソン&ニール・フレーザー （ともにオーストラリア、1959年 → 1962年）
- ジョン・ニューカム&トニー・ローチ （ともにオーストラリア、1965年 → 1967年）
- マーク・ウッドフォード&トッド・ウッドブリッジ （ともにオーストラリア、1992年 → 2000年）
- ヤッコ・エルティン&ポール・ハーフース （ともにオランダ、1994年 → 1998年）
- ボブ・ブライアン&マイク・ブライアン （ともにアメリカ、2003年 → 2006年）

## ダブルス成績
※トッド・ウッドブリッジとのペアの成績はウッディーズを参照。

### グランドスラム
| 大会           | 1984 | 1985 | 1986 | 1987 | 1988 | 1989 | 1990 | 1991 | 1992 | 1993 | 1994 | 1995 | 1996 | 1997 | 1998 | 1999 | 2000 | SR     | W–L    |
| -------------- | ---- | ---- | ---- | ---- | ---- | ---- | ---- | ---- | ---- | ---- | ---- | ---- | ---- | ---- | ---- | ---- | ---- | ------ | ------ |
| 全豪オープン   | 1R   | 1R   | NH   | 1R   | 2R   | SF   | 2R   | SF   | W    | 1R   | QF   | 3R   | 1R   | W    | F    | SF   | SF   | 2 / 16 | 40–14  |
| 全仏オープン   | A    | A    | 2R   | 2R   | SF   | 3R   | A    | 3R   | 3R   | SF   | QF   | 1R   | SF   | F    | 3R   | 1R   | W    | 1 / 14 | 36–13  |
| ウィンブルドン | A    | A    | 3R   | QF   | QF   | 2R   | A    | QF   | SF   | W    | W    | W    | W    | W    | F    | QF   | W    | 6 / 14 | 59–8   |
| 全米オープン   | A    | A    | A    | 1R   | 2R   | W    | 1R   | SF   | SF   | 3R   | F    | W    | W    | 1R   | 3R   | QF   | 2R   | 3 / 14 | 39–11  |
| Win–Loss       | 0–1  | 0–1  | 3–2  | 4–4  | 9–4  | 13–3 | 1–2  | 13–4 | 16–3 | 12–3 | 16–3 | 14–2 | 16–2 | 17–2 | 14–4 | 9–4  | 17–2 | N/A    | 174–46 |

### 年間最終戦
| 大会                       | 1991 | 1992 | 1993 | 1994 | 1995 | 1996 | 1997 | 1998 | 1999 | 2000 | SR    | W–L   |
| -------------------------- | ---- | ---- | ---- | ---- | ---- | ---- | ---- | ---- | ---- | ---- | ----- | ----- |
| テニス・マスターズ・カップ | SF   | W    | F    | F    | SF   | W    | RR   | RR   | SF   | A    | 2 / 9 | 25–13 |

### ATPマスターズシリーズ
| 大会                                | 1990 | 1991 | 1992 | 1993 | 1994 | 1995 | 1996 | 1997 | 1998 | 1999 | 2000 | SR     | W–L  |
| ----------------------------------- | ---- | ---- | ---- | ---- | ---- | ---- | ---- | ---- | ---- | ---- | ---- | ------ | ---- |
| インディアンウェルズ                | A    | A    | QF   | A    | QF   | SF   | W    | SF   | 2R   | 2R   | QF   | 1 / 8  | 11–7 |
| マイアミ                            | A    | A    | A    | A    | 3R   | W    | W    | W    | 2R   | 3R   | W    | 4 / 7  | 17–3 |
| モンテカルロ                        | A    | 2R   | A    | A    | 2R   | 2R   | A    | A    | F    | 2R   | A    | 0 / 5  | 5–5  |
| ローマ                              | A    | 1R   | 1R   | A    | A    | A    | A    | 1R   | 1R   | A    | 2R   | 0 / 5  | 1–5  |
| ハンブルグ                          | A    | 1R   | A    | A    | A    | A    | A    | A    | A    | A    | W    | 1 / 2  | 5–1  |
| カナダ                              | 2R   | SF   | A    | A    | A    | A    | QF   | A    | A    | 1R   | A    | 0 / 4  | 5–4  |
| シンシナティ                        | 1R   | 1R   | W    | 1R   | SF   | W    | QF   | W    | QF   | F    | W    | 4 / 11 | 25–7 |
| シュトゥットガルト (ストックホルム) | A    | A    | W    | W    | W    | SF   | QF   | W    | QF   | SF   | 1R   | 4 / 9  | 20–5 |
| パリ                                | A    | QF   | 2R   | QF   | SF   | SF   | SF   | 2R   | QF   | QF   | A    | 0 / 9  | 10–9 |

### 世界ランキング
| 大会 | 1984 | 1985 | 1986 | 1987 | 1988 | 1989 | 1990 | 1991 | 1992 | 1993 | 1994 | 1995 | 1996 | 1997 | 1998 | 1999 | 2000 |
| ---- | ---- | ---- | ---- | ---- | ---- | ---- | ---- | ---- | ---- | ---- | ---- | ---- | ---- | ---- | ---- | ---- | ---- |
| 順位 | 193  | 141  | 140  | 53   | 18   | 6    | 118  | 11   | 1    | 8    | 3    | 2    | 1    | 2    | 6    | 11   | 1    |